# Ekholmen, Värmdö kommun
Ekholmen är en ö i Nämdö socken i Värmdö kommun i Södermanland. Ekholmen har sedan 2012 båtförbindelse med Stavsnäs och Saltsjöbaden och ligger strax öster om Nämdös sydspets i Stockholms skärgård. Öns storlek är 0,43 km².
Ekholmen tillhörde i äldre tid Västerby på Nämdö, men bröts under 1800-talet ut som en självständig enhet. Öns första bosättare var Daniel Persson (född 1773) från Västerby Mellangård. Hans efterlevande, som sedermera tog sig namnet Sjögren, bodde i generationer på Ekholmen. På lantmäterikartor från 1800-talets slut och 1900-talets början finns flera gårdar markerade på ön, som mest sex stycken. Därtill fanns några torp, vilket är anmärkningsvärt mycket bebyggelse med tanke på öns och odlingsmarkernas ringa storlek. På 1940-talet började fritidsstugor byggas och ön är idag tätbebyggd. Samtidigt avvecklades jordbruket.
En av de sommarboende som djupast rotade sig på Ekholmen var författaren Maj-Britt Eriksson. Hon debuterade 1944 med Flicka i skärgård och har skildrat Nämdö skärgård i flera böcker.
Ekholmen är genom landhöjningen förenad med Getholmen i norr samt de mindre kobbarna Kogrundet och Grankobben i väster. Ekholmen gör åtminstone ställvis skäl för sitt namn, för vid Ekbacken är det gott om ekar och blommor. Nära Ekbacken på öns västra sida ligger en plats som förr benämndes Mjölkvallen och som fått sitt namn från den tiden då Nämdöborna hade djur på Ekholmen, som de for ut och mjölkade där. Ortnamn som Hemviken och Båtdraget visar att skärgårdsborna på Ekholmen förr hade sitt sjöviste på östra sidan. Ekholmen är ganska flack och de högsta bergsklackarna är drygt 15 meter höga, dels Bockbranten på östra sidan och dels Tittarberget i söder. I söder ligger Söderudden och utanför den några små stenar, Söderuddsgrunden, och Skärfjärden. 